# Бальбух Вадим Петрович
Вадим Петрович Бальбух (біл. Вадзім Пятровіч Бальбух; нар. 4 травня 1993, Стаханов, Луганська область, Україна) — білоруський футболіст українського походження, півзахисник світлогорського «Хіміка».

## Життєпис
Вихованець ДЮСШ бобруйської «Білшини», з 2010 року виступав за дублюючим склад, де швидко став основним футболістом. З 2014 року почав залучатися до першої команди бобруйчан. У Вищій лізі Білорусі дебютував 31 серпня 2014 року в матчі проти «Мінська», вийшовши на поле з лави запасних в кінцівці матчу. Після цього в складі «Білшини» у Вищій лізі не грав, а по завершенні сезону 2014 року залишив команду.
У сезоні 2015 року виступав у Першій лізі за «Слонім», провів усі 30 матчів у чемпіонаті. На початку 2016 року проходив перегляд у світлогорському «Хіміку», але новий сезон розпочав у складі друголігових «Осиповичів», де став одним з лідерів команди. У серпні 2016 року перейшов у пінську «Хвилю», разом з якою виграв Другу лігу. У сезоні 2017 року був одним з основних футболістів «Хвилі» у Першій лізі.
У лютому 2018 року проходив перегляд у «Крумкачах», але столичному клубу не підійшов і незабаром підписав контракт з «Хвилею». У липні 2018 року за згодою сторін розірвав договір, й незабаром приєднався до «Сморгоні». Однак за «Сморгонь» провів лише два матчі й по завершенні сезону у листопаді 2018 року залишив команду.
Сезон 2019 року розпочав у світлогорському «Хіміку».

## Досягнення
- Друга ліга Білорусі
  -  Чемпіон (1): 2016

## Статистика виступів
| Сезон    | Дивізіон | Клуб        | Країна   | Матчі | Голи |
| -------- | -------- | ----------- | -------- | ----- | ---- |
| 2010     | дубль    | «Білшина»   | Білорусь | 13    | 0    |
| 2011     | дубль    | «Білшина»   | Білорусь | 32    | 4    |
| 2012     | дубль    | «Білшина»   | Білорусь | 19    | 0    |
| 2013     | дубль    | «Білшина»   | Білорусь | 14    | 0    |
| 2014     | Д1       | «Білшина»   | Білорусь | 1     | 0    |
| 2015     | Д2       | «Слонім»    | Білорусь | 30    | 1    |
| 2016 (1) | Д3       | «Осиповичі» | Білорусь | 12    | 4    |
| 2016 (2) | Д3       | «Хвиля»     | Білорусь | 12    | 3    |
| 2017     | Д2       | «Хвиля»     | Білорусь | 27    | 4    |
| 2018 (1) | Д2       | «Хвиля»     | Білорусь | 13    | 1    |
| 2018 (2) | Д2       | «Сморгонь»  | Білорусь | 2     | 0    |